# Gebelein
Gebelein (arabisch الجبلين, DMG al Dschebelīn) ist der moderne Name der altägyptischen Stadt Inerty (die beiden Felsen). Im Ort stand ein Heiligtum der Hathor. Demnach wurde der Ort auch manchmal als Haus der Hathor (pr-Hwt-Hrw, woraus sich das griechische Pathyris entwickelte, aber auch als Aphroditopolis benannt) bezeichnet. Auf einer weiblichen und einer männlichen Mumie aus Gebelein wurden die ältesten bisher bekannten Tätowierungen gefunden.

## Geografische Lage
Der Ort liegt in Oberägypten, etwa 40 km südlich von Theben. An dieser Stelle liegen die Felsen der Ost- und Westwüste besonders nah am Nil, so dass dem Ort eine besondere strategische Bedeutung zukam, da von hier aus der Verkehr auf dem Nil leicht zu kontrollieren war.

## Geschichte
Aus Gebelein stammen Reste aus fast allen Epochen ägyptischer Geschichte. Von dem Hathortempel fanden sich allerdings meist nur noch lose Steinfragmente, die hier ein Heiligtum schon für die 2. Dynastie belegen. Unter Mentuhotep II. wurde dies besonders ausgebaut, weitere beschriftete Fragmente stammen vor allem aus der Zweiten Zwischenzeit. Von Thutmosis III. stammen Beigaben aus Gründungsgruben, die einen weiteren Ausbau des Tempels bezeugen. Aus ptolemäischer Zeit stammen schließlich zahlreiche Papyri.

## Nekropole
Die Nekropole der Stadt befindet sich in den anliegenden Bergen. Bei Ausgrabungen wurden Bestattungen der Naqadazeit entdeckt, worunter ein mit Schiffen bemaltes Tuch herausragt. Aus dem Alten Reich stammt ein Grab mit verschiedenen Papyri. Vor allem aus der Ersten Zwischenzeit stammen zahlreiche Stelen von Nubiern, die hier offensichtlich als Söldner dienten. Aus dieser Zeit stammt auch das unberaubte Grab des Gaufürsten Ini und aus der 11. Dynastie das bemalte Grab des Iti. Die Malereien wurden abgenommen und befinden sich heute im Museo Egizio in Turin. Aus der Zeit nach dem Mittleren Reich gibt es kaum Bestattungen in dieser Nekropole. Wo die Leute der folgenden Perioden begraben wurden, bleibt unbekannt.

## Erforschung
In Gebelein wurde mehrmals archäologisch gegraben, doch sind die Ergebnisse selten ausreichend dokumentiert und vor allem publiziert worden. Vor allem Ernesto Schiaparelli führte hier umfangreiche Untersuchungen durch, wodurch ein Großteil der Funde nach Turin gelangte.

### Die ältesten bekannten Tätowierungen
2018 wurde durch eine Veröffentlichung einer Forschergruppe um den Museumskurator Daniel Antoine in der Fachzeitschrift Journal of Archeological Science bekannt, dass aus Gebelein die ältesten bisher bekannten Tätowierungen stammen. Diese wurden auf zwei maximal 5351 Jahre alten Mumien gefunden, die sich im British Museum in London befinden. Bis zu dieser Veröffentlichung waren aus Afrika nur etwa tausend Jahre jüngere Verzierungen auf menschlicher Haut bekannt gewesen.
Die weibliche Mumie trug an der rechten Schulter und auf dem Rücken dunkle Tätowierungen, eine abgeknickte Linie und vier s-förmige Zeichen in einer Reihe. Niemals vorher waren bei einer Frau ähnlich alte Tätowierungen gefunden worden.

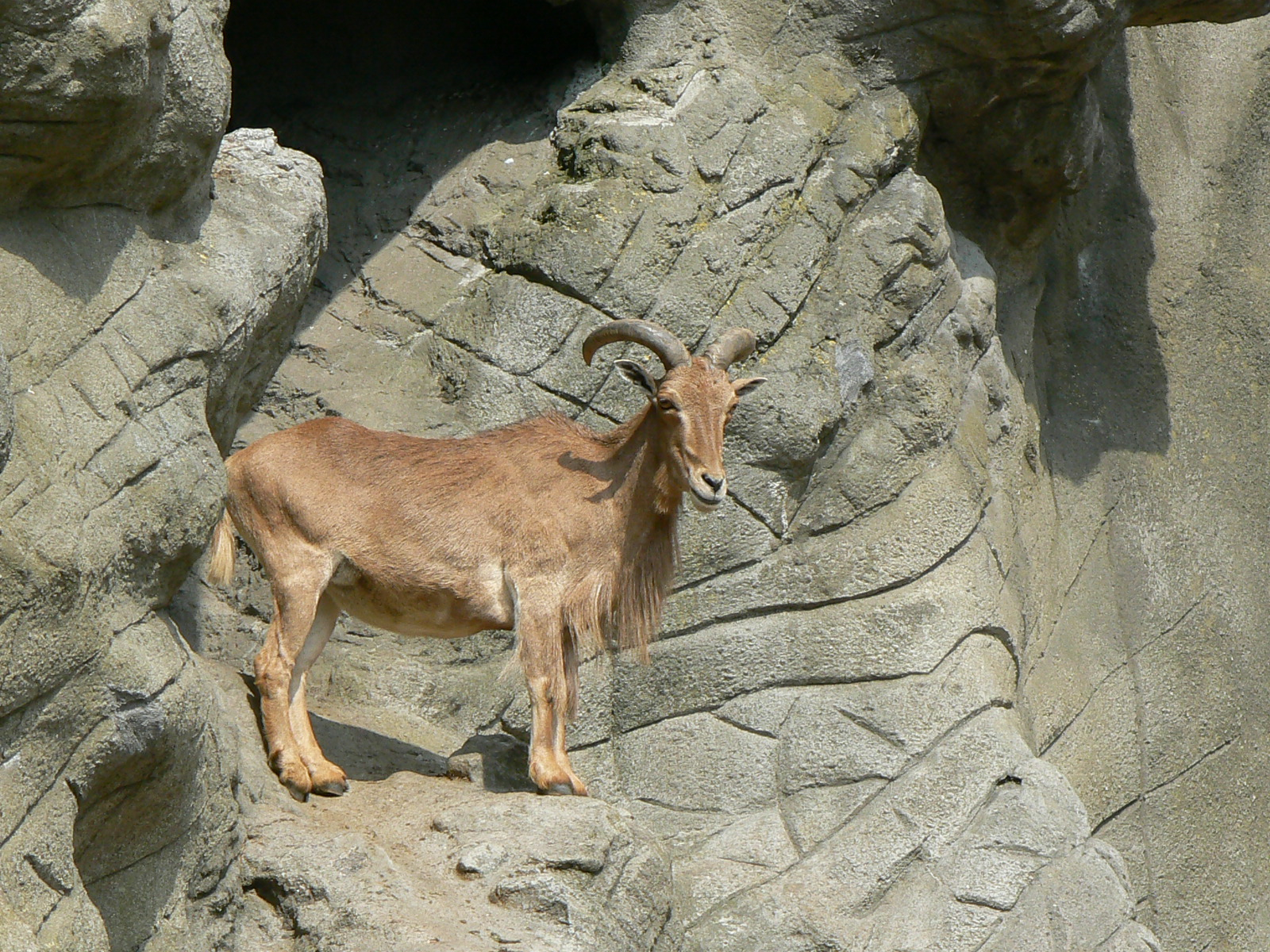
Ein Mähnenschaf, Vorbild für eines der ältesten Tattoos aus Gebelein

Die männliche Mumie trug auf dem rechten Oberarm zwei gehörnte Tiere, einen großen Stier und ein mächtiges Mähnenschaf. Untersuchungen ergaben, dass der Mann im Alter von etwa 20 Jahren durch einen Stich von hinten getötet worden war.
Da über die beiden Mumien keine schriftlichen Quellen vorhanden sind, können Wissenschaftler die mögliche Bedeutung der Funde nur aus dem Kontext der Funde ableiten. Vermutet wird ein kultureller Hintergrund der Tattoos: Die immer in Gruppen angeordneten S-Linien auf der weiblichen Mumie waren auffällig und für andere gut sichtbar an der Schulter platziert, sollten also gesehen werden. Die zweite Linie ließe sich als Schlagstock oder Klöppel identifizieren, wie er einst bei rituellen Tänzen Verwendung fand. Beide Linienformen wurden auch auf einem Tonkrug aus der sogenannten prädynastischen Zeit in Ägypten gefunden. Auf einer Schminkpalette aus dieser Zeit fanden die Wissenschaftler auch eine Darstellung des Mähnenschafs, wie es der männlichen Mumie eintätowiert wurde. Stier und Schaf tauchen zudem auf Felszeichnungen auf, diese sind aber schwerer zeitlich einzuordnen. Daniel Antoine geht davon aus, dass beide Tiere einst für Männlichkeit und Stärke standen.

### Bestattungsform in Gebelein

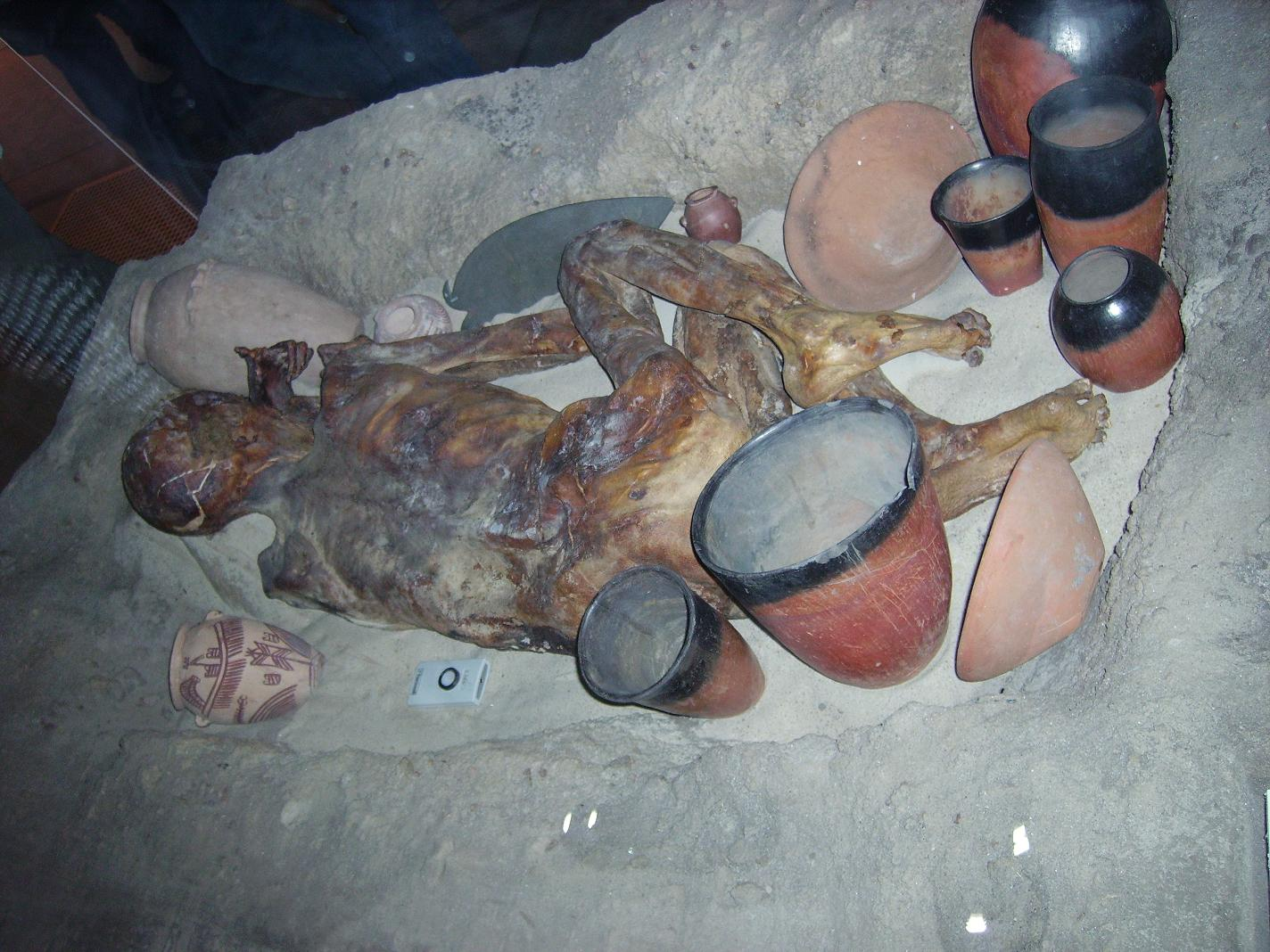
Mumie von Gebelein mit typischer Naqada-Keramik, ca. 3400 v. Chr.

Insgesamt wurden von der Forschergruppe um Daniel Antoine sieben Mumien aus dem British Museum untersucht, die aus Gebelein stammen. Zwei davon sind fast 6000 Jahre alt, weisen aber keine Hautverzierungen auf. Alle sieben Mumien waren in flachen Gräbern mit Grabbeigaben wie Tonschüsseln oder Krügen direkt im Wüstensand bestattet worden. Sowohl die Frau als auch der Mann wurden in embryonaler Haltung begraben. Der heiße Wüstensand trocknete die Körper schnell aus. So wurden sie ohne die aufwendige Einbalsamierung, wie sie erst später im alten Ägypten üblich wurde, konserviert.